# イバノ・ブルグネッティ
イバノ・ブルグネッティ（Ivano Brugnetti, 1976年9月1日 - ）はイタリアの陸上競技選手。2004年アテネオリンピック男子20km競歩の金メダリストである。1999年世界陸上選手権の50km競歩はトップでフィニッシュしたゲルマン・スクリギンがドーピングによる失格となったことに伴い繰上げ優勝となった。

## 主な実績
| 年   | 大会           | 場所                 | 種目     | 結果 | 記録          |
| ---- | -------------- | -------------------- | -------- | ---- | ------------- |
| 1999 | 世界陸上選手権 | セビリャ（スペイン） | 50km競歩 | 金   | 3時間47分54秒 |
| 2004 | オリンピック   | アテネ（ギリシャ）   | 20km競歩 | 金   | 1時間19分40秒 |

## 自己ベスト
- 20km競歩 - 1時間19分40秒 (2004年)
- 50km競歩 - 3時間47分54秒 (1999年)